# کالتورا
کالتورا (انگلیسی: Kaltura) شرکت نرم‌افزار آمریکایی است، که در سال ۲۰۰۶ تأسیس شد.